# 한수경 (성우)
한수경(韓秀京, 1955년 6월 6일~)은 대한민국의 성우이다. 1975년 TBC에 입사했으며, 언론통폐합으로 KBS 14기로 분류된다. 한국방송 성우극회 소속이다.

## 출연 작품

### 애니메이션
- 고슴도치 소닉 (SBS) - 테일
- 꼬꼬리코 돌격대 (SBS) - 프리실라
- 달려라 부메랑 (SBS) - 키도인 히메코(공주)
- 두치와 뿌꾸 (KBS) - 맹은영, 크로우
- 마법기사 레이어스 (SBS) - 프리메라
- 뾰로롱 꼬마마녀 (KBS) - 너트(로라), 라임
- 세계명작동화 (SBS) - 그레텔
- 아기공룡 둘리 (KBS) - 둘리 엄마, 고영희
- 욕심쟁이 오리아저씨 (89년 더빙판/KBS) - 휴이
- 우리는 챔피언 (SBS) - 지티
- 윔지네 가족 (EBS) - 할머니
- 짱구는 못말려 (SBS) - 사쿠라다 네네(유리, 초기), 가자마 미네코(철수 엄마, 초기)
- 큐비즈 (재능TV) - 두디

### 애니메이션 영화
- 꼬마어사 똘이
- 붉은매 - 홍령
- 헤라클레스 - 그리스인

### 영화
- 길 (SBS) - 서커스 단원(추리에토 마시바)
- 도브 (SBS)
- 디오스 (SBS)
- 디트로이트 락 시티 (KBS) - 잼 엄마 (린 샤예)
- 마이키 이야기 (SBS)
- 비둘기가 날 때 (KBS) - 핀 더브(잭 와일드)
- 사보타지 (SBS)
- 슈퍼맨 2 (KBS)
- 슬립워커 (KBS) - 간호사
- 씨커 (SBS)
- 아수라(SBS) - 법사(나토리 유코)
- 아이 리멤버 에이프릴 (KBS) - 피위 (헤일리 조엘 오스먼트)
- 아이를 빌려드립니다 (KBS)
- 애니 홀 (KBS) - 엘비의 숙모(루스 볼너)
- 에디 머피의 골든 차일드 (KBS) - 키냉 (샤롯 루이스)
- 에린 브로코비치 (KBS) - 파멜라(체리 존스) / PG&E의 변호사(지나 갈레고)
- 연애사진 (SBS)
- 올리브 나무 사이로 (SBS)
- 주니어 (KBS)
- 코리나 코리나 (SBS) - 몰리 싱어 (티나 마조리노)
- 쿨 월드 (SBS)
- 타인의 취향 (KBS)
- 터미네이터 (KBS) - 낸시(숀 셉스) / 클럽 직원(바바라 파워스)
- 프리쳐스 와이프 (KBS) - 판사 (리잰 미첼)
- 하이랜더 (KBS)

### 외화
- 고스트 앤 크라임 (KNN) - 아리엘 (소피아 바실리에바)
- 천사들의 합창 (KBS)
- 측천무후 (SBS) - 측천황제의 친언니
- 칠협오의 (SBS) - 노방 부인

### 방송
- 맹꽁서당 (KBS)

### 라디오
- 라디오 여행기(여행의 재발견) (KBS 제3라디오)
- 라디오 여행기(아프리카 트럭여행) (KBS 제3라디오)